# Берняково (Вологодская область)
Берняково — деревня в Устюженском районе Вологодской области.
Входит в состав Устюженского сельского поселения, с точки зрения административно-территориального деления — в Устюженский сельсовет.
Расстояние по автодороге до районного центра Устюжны — 4 км.
По переписи 2002 года население — 4 человека.